# Alessio Chiodi
Alessio Chiodi (Salò, 17 maart 1973) is een Italiaans voormalig motorcrosser.

## Carrière
Chiodi werd tweemaal vice-wereldkampioen in het Wereldkampioenschap motorcross 125 cc in 1994 en 1995 met Yamaha. In 1996 besliste hij om in de 250cc-klasse uit te komen, zonder groot succes. In 1997 keerde Chiodi terug naar de 125cc en wist de wereldtitel te behalen. Na dat seizoen ruilde hij Yamaha in voor Husqvarna en werd nog tweemaal wereldkampioen, in 1998 en 1999, telkens met groot overmacht. Dat jaar wist hij ook de Motorcross der Naties te winnen met de Italiaanse ploeg.
In 2000 vertrok Chiodi naar de Verenigde Staten om het outdoor kampioenschap te gaan rijden, maar zonder succes. Hij keerde dan terug naar het Wereldkampioenschap om met Yamaha in de 250cc-klasse te rijden. Ook in deze categorie waren zijn resultaten echter matig, buiten in 2002 toen hij opnieuw de Motorcross der Naties wist te winnen.
Vanaf 2004 keerde Chiodi terug naar de MX2. Dat jaar wist hij verscheidene keren het podium te halen en eindigde het seizoen als vijfde. In 2005 wist hij nog een Grand Prix te winnen en werd derde in de eindstand. Het seizoen 2006 werd een teleurstelling, mede door blessures, en Chiodi werd pas twaalfde.
In 2007 trok Chiodi naar de MX1 om met Aprilia te gaan rijden. Chiodi haalde maar af en toe punten en werd uiteindelijk zevenentwintigste. In 2008 kwam hij uit voor TM, maar geraakte weer niet verder dan de zevenentwintigste plaats.
Vanaf 2009 besloot Chiodi enkel nog het Italiaanse Kampioenschap en enkele Grands Prix in Italië te rijden voor Suzuki.
Na dit seizoen beëindigde hij zijn professionele motorcrosscarrière.

## Palmares
- 1997: Wereldkampioen 125cc
- 1998: Wereldkampioen 125cc
- 1999: Wereldkampioen 125cc
- 1999: Winnaar Motorcross der Naties
- 2002: Winnaar Motorcross der Naties

| 1          | 1994       | San Marino       | Borgo Maggiore     |
| 2          | 1994       | Hongarije        | Kaposvár           |
| 3          | 1994       | Spanje           | Bellpuig           |
| 4          | 1995       | Argentinië       | Cosquín            |
| 5          | 1995       | San Marino       | Borgo Maggiore     |
| 6          | 1995       | Frankrijk        | Castelnau-de-Lévis |
| 7          | 1995       | Tsjechië         | Jinín              |
| 8          | 1997       | Slowakije        | Považská Bystrica  |
| 9          | 1997       | Nederland        | Lierop             |
| 10         | 1997       | Indonesië        | Yogyakarta         |
| 11         | 1997       | Finland          | Ruskeasanta        |
| 12         | 1997       | Groot-Brittannië | Foxhill            |
| 13         | 1998       | Brazilië         | Indaiatuba         |
| 14         | 1998       | Oostenrijk       | Launsdorf          |
| 15         | 1998       | Slovenië         | Maribor            |
| 16         | 1998       | Duitsland        | Beilstein          |
| 17         | 1998       | Nederland        | Mill               |
| 18         | 1998       | Groot-Brittannië | Foxhill            |
| 19         | 1999       | Frankrijk        | Verneuil-sur-Avre  |
| 20         | 1999       | Italië           | Cingoli            |
| 21         | 1999       | Brazilië         | Indaiatuba         |
| 22         | 1999       | Spanje           | Bellpuig           |
| 23         | 1999       | Nederland        | Mill               |
| 24         | 1999       | Portugal         | Águeda             |
| 25         | 1999       | Oostenrijk       | Launsdorf          |
| 26         | 1999       | Zwitserland      | Roggenburg         |
| MX2-klasse |            |                  |                    |
| 27         | 17-04-2005 | Spanje           | Bellpuig           |